# Crises marocaines
Le Maroc est l'objet de deux crises internationales nommées depuis crises marocaines, respectivement en 1905 et 1911. Leur retentissement est important dans un contexte de marche à la guerre.
L'Allemagne, la France et l'Espagne vont s'intéresser à la colonisation du Maroc. 
Finalement, après la conférence d'Algésiras en 1906, la France et l'Espagne se partagent l'occupation du territoire marocain, l'Espagne prenant le nord du Maroc sous sa domination à l'exception de Tanger, la ville du détroit de Gibraltar étant une ville internationale et l'actuel Sahara occidental, la France quant à elle, impose un protectorat pour les territoires constituant l'actuelle Mauritanie en 1903 et pour le reste du Maroc en 1912 ("Maroc utile" selon la terminologie de l'époque).
L'empire allemand grand perdant de ce partage, envoie un navire de guerre à Agadir ville au sud du Maroc, officiellement pour protéger ses ressortissants, mais devant les crises que connait l'Allemagne en ce début de siècle et devant le soutien du Royaume-Uni à la France, l'Allemagne abandonne ses projets coloniaux au Maroc.